# يوي سونامي
يوي سونامي مواليد 7 يونيو 1991، هي لاعبة كرة يد يابانية تلعب كظهير أيمن. مثلت منتخب اليابان لكرة اليد للسيدات.

## سجل المنافسة
شاركت في البطولات التالية:
- بطولة العالم لكرة اليد للسيدات 2015

## روابط خارجية
- يوي سونامي على موقع الاتحاد الأوروبي لكرة اليد (الإنجليزية)
- يوي سونامي على موقع أوليمبيديا (الإنجليزية)